# Isfana (Kirguistán)
Isfana (en kirguís: Исфана) es una ciudad situada en el extremo noroeste de la provincia de Batken, en Kirguistán. Es el centro administrativo del distrito de Leilek. La palabra isfana se cree que proviene del sogdiano Aspanakent, que significa «tierra de caballos».
Isfana, que no pertenece a ningún aiyl okmotu, tiene como pedanías los pueblos de Myrza-Patcha, Samat, Chimgen, Taylan, Ak-Bulak y Golbo.
En 2009 tiene 27 962 habitantes, de los cuales 18 244 viven en la ciudad.

## Clima
| Parámetros climáticos promedio de Isfana | Parámetros climáticos promedio de Isfana | Parámetros climáticos promedio de Isfana | Parámetros climáticos promedio de Isfana | Parámetros climáticos promedio de Isfana | Parámetros climáticos promedio de Isfana | Parámetros climáticos promedio de Isfana | Parámetros climáticos promedio de Isfana | Parámetros climáticos promedio de Isfana | Parámetros climáticos promedio de Isfana | Parámetros climáticos promedio de Isfana | Parámetros climáticos promedio de Isfana | Parámetros climáticos promedio de Isfana | Parámetros climáticos promedio de Isfana |
| Mes                                      | Ene.                                     | Feb.                                     | Mar.                                     | Abr.                                     | May.                                     | Jun.                                     | Jul.                                     | Ago.                                     | Sep.                                     | Oct.                                     | Nov.                                     | Dic.                                     | Anual                                    |
| ---------------------------------------- | ---------------------------------------- | ---------------------------------------- | ---------------------------------------- | ---------------------------------------- | ---------------------------------------- | ---------------------------------------- | ---------------------------------------- | ---------------------------------------- | ---------------------------------------- | ---------------------------------------- | ---------------------------------------- | ---------------------------------------- | ---------------------------------------- |
| Temp. máx. media (°C)                    | 4                                        | 5                                        | 9                                        | 17                                       | 22                                       | 27                                       | 29                                       | 27                                       | 25                                       | 17                                       | 11                                       | 7                                        | 16.7                                     |
| Temp. mín. media (°C)                    | -4                                       | -3                                       | 2                                        | 8                                        | 11                                       | 15                                       | 17                                       | 16                                       | 11                                       | 6                                        | 2                                        | -2                                       | 6.6                                      |
| Precipitación total (mm)                 | 24                                       | 27                                       | 51                                       | 45                                       | 30                                       | 9                                        | 3                                        | 0                                        | 6                                        | 18                                       | 21                                       | 27                                       | 261                                      |
| Fuente:                                  |                                          |                                          |                                          |                                          |                                          |                                          |                                          |                                          |                                          |                                          |                                          |                                          |                                          |